# Debian
Debian [ˈdɛbi̯ən] ist ein gemeinschaftlich entwickeltes freies Betriebssystem. Debian GNU/Linux basiert auf den grundlegenden Systemwerkzeugen des GNU-Projektes sowie dem Linux-Kernel. Die aktuelle Version ist Debian 13 „Trixie“. Debian bietet eine große Auswahl an Anwendungsprogrammen und Werkzeugen; derzeit sind es etwas mehr als 64.000 Programmpakete.
Debian wurde im August 1993 von Ian Murdock ins Leben gerufen und wird seitdem aktiv weiterentwickelt. Heute hat das Projekt über 1000 offizielle Entwickler. Es ist eine der ältesten, einflussreichsten und am weitesten verbreiteten GNU/Linux-Distributionen.
Auf Debian basieren viele weitere Linux-Distributionen, von denen Ubuntu die bekannteste ist.

## Projekt
Debian-Entwickler kann jeder werden, der den sogenannten New-Member-Prozess erfolgreich durchläuft: Bewerber werden hinsichtlich ihrer Kenntnisse und Fähigkeiten geprüft, außerdem wird sichergestellt, dass sie mit der Philosophie des Projektes vertraut sind.
Der Name des Betriebssystems leitet sich von den Vornamen des Debian-Gründers Ian Murdock und seiner damaligen Freundin und späteren Ehefrau Debra Lynn ab. Wenige Monate nach der Gründung, im Mai 1994, entschied Ian Murdock den Namen des Projekts von Debian Linux in Debian GNU/Linux zu ändern. Damit folgte er der Auffassung der Free Software Foundation, dass Linux eine Variante des GNU-Systems sei. Zu den Hintergründen siehe GNU/Linux-Namensstreit. Da Debian in Version 6.0 (Squeeze) und 7 (Wheezy) in zwei Varianten – GNU/Linux und GNU/kFreeBSD – verfügbar ist, wird seitdem nur noch in Bezug auf diese der jeweilige Namenszusatz genannt; allgemein wird also nur noch von Debian gesprochen.
Das System ist bekannt für seine Paketverwaltung dpkg und deren Frontend APT. Mit diesen ist es möglich, alte Versionen von Debian GNU/Linux durch aktuelle zu ersetzen oder neue Softwarepakete zu installieren. Sie sind ebenfalls dafür zuständig, alle von einem Programm benötigten Abhängigkeiten aufzulösen, also alle Programmpakete zu laden und zu installieren, welche die gewünschte Software benötigt.

## Geschichte

### 1993 bis 1998
Am 16. August 1993 wurde von Ian Murdock das „Debian Linux Release“ angekündigt. Er hatte versucht, SLS, das eine der ersten umfassenden Linux-Distributionen war, zu nutzen. Da er jedoch mit deren Qualität unzufrieden war, konzipierte er sein eigenes System, ließ sich aber von SLS inspirieren. Im selben Jahr veröffentlichte er auch das Debian-Manifest, eine Zusammenstellung seiner Sichtweise zu Debian. Im Vordergrund stand hier eine offene Entwicklung „im Geiste von Linux und GNU“.
Bis 1995 veröffentlichte das Projekt die ersten Entwicklungsversionen mit den Versionsnummern 0.9x. In dieser Zeit wurde es auch von der Free Software Foundation gesponsert und zählte etwa 60 Entwickler. 1996 wurde letztlich die erste stabile Version 1.1 veröffentlicht. Weil ein CD-ROM-Verkäufer versehentlich eine Vorversion unter der Nummer 1.0 veröffentlicht hatte, kam es – um Verwirrung zu vermeiden – nie zu einer tatsächlichen Version 1.0. Im April 1996 wurde Murdock von Bruce Perens als Leiter des Projekts abgelöst. In den darauffolgenden Jahren wechselte diese Position einige Male. Am 17. Juni 1996 folgte mit Buzz (Version 1.1) das erste Release, welches einen Aliasnamen trug. Alle weiteren Veröffentlichungen wurden ebenfalls mit einem solchen versehen, wobei sich dieser immer nach einer Figur aus dem Film Toy Story bzw. seinen Fortsetzungen richtet. 1997 wurde nach vorheriger Diskussion der Debian-Gesellschaftsvertrag ratifiziert.
Am 24. Juli 1998 wurde die Version 2.0 Hamm veröffentlicht, welche erstmals für mehrere Rechnerarchitekturen zur Verfügung stand. Das Projekt umfasste zu diesem Zeitpunkt 1500 Pakete und 400 Entwickler.

### 1999 bis 2004
Es folgten weitere 2.x-Veröffentlichungen mit neuen Portierungen zu anderen Architekturen sowie einer steigenden Zahl von Paketen. Besonders hervorzuheben ist die Entwicklung von APT. Auch entstand mit Debian GNU/Hurd die erste Portierung zu einem Nicht-Linux-Kernel.
Im Jahr 2000 wurde der Testing-Zweig gegründet. In der nachfolgenden Zeit wurde die Debian-Website in 20 Sprachen übersetzt. Es kam zur Gründung der Unterprojekte Debian-Junior und Debian-Med, die sich an Kinder bzw. medizinische Forschung und Praxis richteten. Im gleichen Jahr fand auch erstmals die Entwicklerkonferenz DebConf statt, welche seitdem jährlich an unterschiedlichen Orten abgehalten wird.
Die Version 3.0 Woody vom 19. Juli 2002 enthielt erstmals das K Desktop Environment, nachdem die Lizenzproblematik von Qt geklärt war. Das Projekt war auf 900 Entwickler und 8500 Binärpakete angewachsen. Die offizielle Distribution bestand aus 7 CDs.

### Seit 2005
Erst knappe drei Jahre später, am 6. Juni 2005, kam es zur Veröffentlichung von Version 3.1 Sarge. Der lange Zeitraum brachte dem Projekt einige Kritik ein, war aber vor allem in der Neuentwicklung eines Installers für elf verschiedene Rechnerarchitekturen begründet. Mit Ubuntu entstand zwischenzeitlich auch das heute bedeutendste Debian-Derivat. Sarge enthielt etwa 15.400 Pakete und benötigte damit 14 CDs. Es beteiligten sich etwa 1500 Entwickler an dieser Veröffentlichung. Neben der Masse an aktualisierten und neu hinzugekommenen Paketen ist vor allem das neu geschriebene Installationsprogramm hervorzuheben, das in 40 Sprachen übersetzt wurde. Erstmals wurde auch OpenOffice.org aufgenommen.
2006 wurde in Oaxtepec, Mexiko, die siebte DebConf abgehalten. Zudem wurde nach dem Namensstreit zwischen Debian und Mozilla seitens Debian das entsprechende Paket des Mozilla Firefox in Iceweasel, sowie das von Mozilla Thunderbird in Icedove umbenannt.
Am 8. April 2007 wurde von etwa 1000 Entwicklern Version 4.0 Etch veröffentlicht. Diese enthielt rund 18.200 Binärpakete. Im Februar 2009 folgte 5.0 Lenny, und im Februar 2011 wurde Lenny oldstable und 6.0 Squeeze mit über 29.000 Softwarepaketen als stable veröffentlicht.
Ab Version 6.0 „Squeeze“ war mit Debian GNU/kFreeBSD die erste offizielle Portierung auf einen anderen Betriebssystemkern – jenen des FreeBSD-Projektes – als Technologievorschau verfügbar.
Am 4. Mai 2013 wurde mit Wheezy die Version 7 als „stable“ gesetzt. Diese enthielt erstmals LibreOffice. Für Version 7 „Wheezy“ wurde die Veröffentlichung von Debian GNU/Hurd, einer offiziellen Portierung auf den GNU Hurd, diskutiert. Dies wurde jedoch verworfen.
Am 25. April 2015 folgte ihr Version 8, Codename Jessie, bei der das init-System vom bisher benutzten SysVinit auf das kontrovers diskutierte systemd umgestellt wurde. Auf die FreeBSD-Portierung wurde in Version 8 verzichtet.
Die neunte Ausgabe von Debian, Codename Stretch, erschien am 17. Juni 2017. Augenfälligste Neuerung war die Rückkehr von Firefox und Thunderbird.
Am 6. Juli 2019 wurde Debian 10 mit dem Codenamen Buster veröffentlicht. Es basiert auf dem Linux-Kernel 4.19. Wichtige Neuerungen sind das Mandatory Access Control (MAC) Framework AppArmor, das bei Neuinstallationen aktiviert ist, sowie das Container-Verwaltungswerkzeug Docker. In Debian 10 sind erstmals der Compiler für die Programmiersprache Rust und in Rust geschriebene Programme enthalten. Der Paketumfang wuchs gegenüber dem Vorgänger signifikant und liegt nun bei über 57.000 Paketen.

### Seit 2020
Debian 11 Bullseye erschien am 14. August 2021. Zu den Änderungen gehören die native Unterstützung für das Dateisystem ExFAT, treiberloses Drucken und die standardmäßige Passwort-Verschlüsselung mit yescrypt.
Debian 12 Bookworm erschien am 10. Juni 2023. Die auffälligste Neuerung ist die Integration von unfreier (proprietärer) Firmware in die offiziellen Installationsabbilder. Grundlage dafür ist eine bis Anfang Oktober 2022 stattgefundene Abstimmung, bei der aus insgesamt sechs Varianten abgestimmt werden konnte, wie das Projekt zukünftig mit proprietärer Firmware umgeht. Die Abstimmung endete mit dem Ergebnis, zukünftig proprietäre Firmware in die offiziellen Abbilder zu integrieren. Dabei soll der Installations-Assistent prüfen, ob proprietäre Treiber notwendig sind und diese bei Bedarf automatisch laden. Dies ist die neue Standard-Einstellung, der Nutzer muss dies nicht gesondert aktivieren. Wer dagegen keine unfreie Firmware nutzen möchte, kann dieses neue Verhalten abschalten. Innerhalb von Debian wurde dies kontrovers diskutiert, da die GNU/Linux-Distribution sich für freie Software positioniert und bis dahin in den offiziellen Abbildern keine proprietäre Firmware auslieferte. Wer diese nutzen wollte, musste sie entweder händisch installieren oder inoffizielle Installationsmedien verwenden. Debian 12 ist die erste stabile Version, bei der diese Entscheidung umgesetzt wurde.
Darüber hinaus erhält Debian 12 über 11.000 neue Pakete in den offiziellen Paketquellen. 6.000 Pakete wurden aus unterschiedlichen Gründen entfernt. Insgesamt bietet die Distribution mit insgesamt mehr als 64.000 Paketen ein umfangreicheres Softwareangebot als der Vorgänger. 67 % der bereits vorhandenen Pakete haben zudem eine Aktualisierung auf neuere Versionen erhalten. Die Version des Linux-Kernels springt von 5.10 auf 6.1.

## Organisation
Das Debian-Projekt konstituiert sich durch die Debian-Verfassung. Sie regelt die demokratische Organisationsstruktur mit regelmäßigen Wahlen. Darüber hinaus verpflichtet sich das Projekt mit dem Gesellschaftsvertrag Debian Social Contract zu freier Software.
Seit dem 26. April 2004 ist die Version 1.1 des Gesellschaftsvertrages gültig. Die eigentliche inhaltliche Änderung besagt, dass alle Komponenten des Debian-Systems (im Hauptzweig main) frei sein müssen, nicht mehr nur die Software. Die Debian-Richtlinien für freie Software beziehen sich also nicht mehr nur auf freie Software, sondern allgemein auf freie Werke. Da diese Auswirkungen einer als „editoriell“ bezeichneten Änderung für viele Entwickler überraschend war, wurde in einer zusätzlichen Abstimmung im Juli 2004 beschlossen, dass diese Änderung erst nach dem Release von Sarge im Juni 2005 wirksam wird.
Aktueller Leiter des Debian-Projekts ist Andreas Tille. Der Posten wird einmal im Jahr per Wahl neu vergeben. Alle Wahlen und Abstimmungen erfolgen elektronisch (mit Hilfe einer digitalen Signatur) nach der Schulze-Methode.
Als eine Dachorganisation für Debian und weitere Freie-Software-Projekte wurde 1997 Software in the Public Interest gegründet.

### Debian-Gesellschaftsvertrag
Der Debian-Gesellschaftsvertrag (englisch Debian Social Contract) ist eine vom Debian-Projekt beschlossene öffentliche Richtlinie, die Grundlagen regelt, wie die freie Software Debian hergestellt, verteilt und betreut wird. Der Gesellschaftsvertrag geht auf einen Vorschlag von Ean Schuessler zurück. Bruce Perens entwarf eine erste Version des Dokumentes, das dann mit anderen Debian-Entwicklern im Juni 1997 verfeinert wurde, bevor es als öffentliche Richtlinie akzeptiert wurde. Version 1.0 wurde am 5. Juli 1997 ratifiziert. Am 26. April 2004 wurde die überarbeitete Version 1.1 ratifiziert. Sie ersetzt seitdem ihren Vorgänger.
Ein besonders bedeutender, auch über das Debian-Projekt hinaus genutzter Teil des Vertrages sind die Debian-Richtlinien für freie Software (DFSG). Die Gemeinschaft um die Etablierung des Begriffes Open Source in der Öffentlichkeit verwendete diese als Grundlage, um ihre Definition von Open Source zu verfassen. Bruce Perens verallgemeinerte die Richtlinien, indem er Debian aus dem Text strich, um The Open Source Definition (dt. Die Open Source Definition) zu schaffen. Sie wird seitdem von der Open Source Initiative (OSI) verwendet. Mit der Zeit haben sich hier allerdings einige Unterschiede ergeben.
Die im Vertrag festgehaltene Verpflichtung zur Bereitstellung von freier Software wird vom Debian-Projekt sehr ernst genommen. Zentrale Diskussionen im Linux-Umfeld werden maßgeblich vom Projekt bestimmt, wie die konsequent freie Dokumentation der Programme (Diskussion über die GFDL) oder die Vermeidung von Markennamen, weil ein Hersteller darüber das Projekt beeinflussen kann. Eine Auswirkung dieser Politik war der Namensstreit zwischen Debian und Mozilla, der zu einer Umbenennung der Anwendung Firefox in Iceweasel innerhalb von Debian führte.

## Software-Sicherheit
Softwareprobleme werden öffentlich behandelt, so auch sämtliche Sicherheitsprobleme. Aspekte der Sicherheit werden öffentlich auf der debian-security-announce-Mailingliste diskutiert. Debians Sicherheitsgutachten werden über eine öffentliche Mailingliste gesendet (sowohl innerhalb als auch außerhalb) und auf einem öffentlichen Server bekanntgegeben. Von dieser Verfahrensweise verspricht man sich ein schnelleres Auffinden von Sicherheitslücken und damit die Möglichkeit, diese eher beheben zu können. Die entgegengesetzte Herangehensweise des Security through obscurity wird dagegen als unpraktikabel angesehen. Die Tatsache, dass die Weiterentwicklung der Distribution öffentlich sichtbar unter Beteiligung einer Vielzahl von Personen geschieht, erfordert besondere Sicherheitsmaßnahmen. Beispielsweise werden Änderungen an Paketen grundsätzlich mit einem verifizierbaren Schlüssel digital signiert. Beim Anwender wird dann vor der Installation die Gültigkeit der Signatur überprüft. Diese Maßnahme soll es Dritten erschweren, schädliche Software in Debian-Pakete einzuschleusen.
Die Paketbetreuer passen die Sicherheitsaspekte ihrer jeweiligen Software an die allgemeinen Grundsätze von Debian an. Daher sind Dienste nach der Installation oft „sicher“ voreingestellt, was von einem Benutzer als „Einschränkung“ empfunden werden kann. Dennoch versucht Debian, Sicherheitsaspekte und einfache Administration abzuwägen. Zum Beispiel werden Dienste wie ssh und ntp nicht inaktiv installiert, wie es bei den Distributionen der BSD-Familie üblich ist.
Wenn ein Sicherheitsproblem in einem Debian-Paket entdeckt wurde, wird es zusammen mit einer Einschätzung der dadurch entstehenden Gefahr direkt veröffentlicht. Parallel wird so schnell wie möglich ein Sicherheitsupdate dieses Pakets vorbereitet und auf speziellen Servern veröffentlicht. Kritische Sicherheitslücken werden auf diese Weise häufig innerhalb von Stunden geschlossen.
Die von Debian angepasste Implementierung des für die Schlüsselerstellung zuständigen Zufallsgenerators der OpenSSL-Bibliothek arbeitete von September 2006 bis 13. Mai 2008 mit einer erheblichen Sicherheitslücke. Die generierten geheimen Schlüssel konnten abgeschätzt und damit in kurzer Zeit (vor-)berechnet werden (1024- und 2048-Bit-Schlüssel in ungefähr zwei Stunden). Insbesondere OpenSSH und die sichere Kommunikation in Webbrowsern waren davon betroffen – GnuPG hingegen nicht.
Das Sicherheitsrisiko besteht weiterhin für alle RSA-Schlüssel, die in diesem Zeitraum auf betroffenen Systemen erstellt wurden und seit der Aktualisierung der Bibliothek nicht neu erstellt wurden. Auch alle DSA-Schlüssel, die jemals von einem Rechner (Client) mit fehlerhaftem Zufallszahlengenerator verwendet wurden, sind seitdem unsicher, selbst wenn diese ursprünglich auf einem Rechner mit korrekt arbeitendem Zufallszahlengenerator erstellt wurden.
Im Januar 2019 wurde in dem Paketmanagertool von Debian („apt“ bzw. „apt-get“) eine Sicherheitslücke entdeckt, die es einem Man-in-the-Middle-Angreifer ermöglichte, Code bei einem Update auszuführen. Der Entdecker dieser Sicherheitslücke plädierte, auch vor dem Hintergrund, dass dies nicht die einzige Sicherheitslücke mit diesen Auswirkungen in apt war und solche Lücken immer passieren können, dafür, dass Debian in Zukunft standardmäßig HTTPS für Updates mit apt statt HTTP nutzt, da HTTPS die Integrität der gesamten Kommunikation mit dem Update-Server absichert. Dies wurde in der Vergangenheit mit dem Hinweis abgelehnt, dass apt selbst eine Verifizierung der Pakete vornimmt, was soweit auch korrekt ist, allerdings würde es bei Sicherheitslücken wie dieser dennoch zu einem Sicherheitsgewinn kommen, da die Sicherheitslücke dann nicht mehr von allen Man-in-the-Middle-Angreifern, die in die Verbindung eingreifen können, ausnutzbar ist, sondern nur noch von den jeweils gewählten Debian-Update-Mirrors des Gerätes.

## Veröffentlichungszyklus
|          |   |           |           |
| upstream |   |           |           |
|          | ↓ | packaging | packaging |
| package  |   |           |           |
|          | ↓ | upload    | upload    |
| incoming |   |           |           |
|          | ↓ | checks    | checks    |
| unstable |   |           |           |
|          | ↓ | migration | migration |
| testing  |   |           |           |
|          | ↓ | freeze    | freeze    |
| frozen   |   |           |           |
|          | ↓ | release   | release   |
| stable   |   |           |           |

Von Debian werden zu jedem Zeitpunkt mehrere Varianten (Releases) parallel angeboten: stable (‚stabil‘), testing (‚Erprobung‘) und unstable (‚instabil‘). Nach der Veröffentlichung jeder stable-Version wird die vorige stable-Version als oldstable (‚alt-stabil‘) für mindestens ein Jahr weitergeführt.

### Experimental
experimental ist eine Vorstufe zu unstable. In experimental werden Änderungen ausprobiert, die umfangreiche Auswirkungen auf das gesamte System haben können. So wurde der Übergang des X Window Systems von XFree86 auf X.Org in experimental erprobt. experimental ist keine vollständige Sammlung von Paketen. Es enthält nur, was gerade einer besonderen Untersuchung bedarf.

### Unstable
unstable (Codename: Sid) ist der erste Anlaufpunkt für neue Versionen von Paketen und Programmen, bevor sie in testing integriert werden. Dort werden sie auf Fehler geprüft. unstable ist weniger für den produktiven Einsatz gedacht als für das Testen neuer Paketversionen. Wer unstable verwendet, muss damit rechnen, mit Programmfehlern konfrontiert zu werden, die aus mangelndem Zusammenspiel mit anderen Softwarekomponenten resultieren. Wurden innerhalb der Testzeit (meistens zehn, gelegentlich fünf, bei dringenden Paketen zwei oder sogar null Tage) keine schweren, für das Release entscheidenden Fehler („release-critical bugs“, „RC-Bugs“) gefunden und sprechen keine anderen Gründe wie das Zurückhalten einzelner Pakete durch das Release-Team oder nichterfüllte Abhängigkeiten dagegen, wird das Paket in testing aufgenommen.

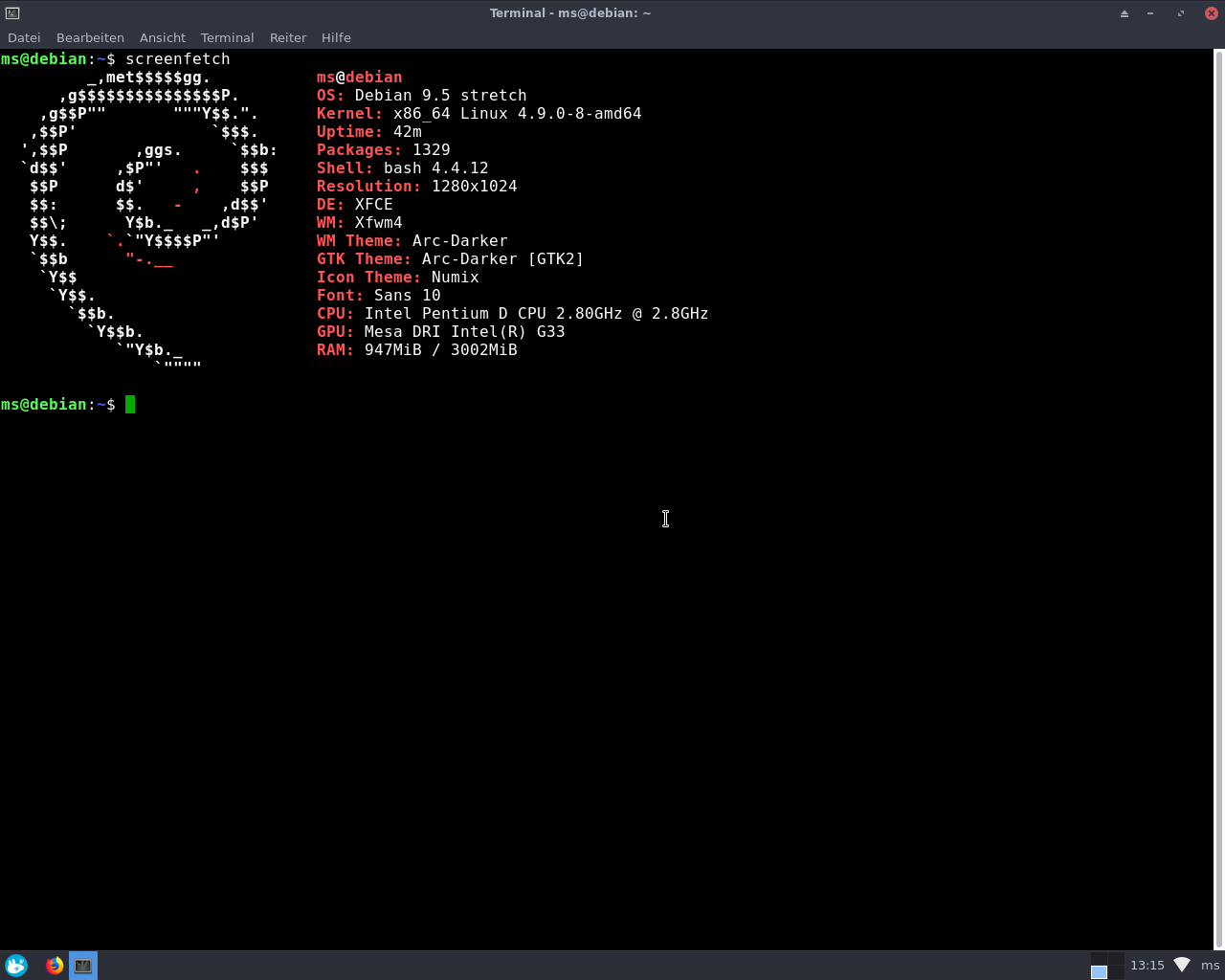
Debian Stretch mit Xfce4 und Xfce-Terminal

### Testing
testing ist der Kandidat für die nächste stable. Direkt nach der Veröffentlichung einer neuen stable sind testing und stable identisch. In testing werden nach und nach Aktualisierungen und neue Anwendungspakete eingebunden. testing entwickelt sich also ständig weiter. Dabei bleibt das System im Normalfall voll einsatzfähig. Die installierten Pakete können täglich auf Aktualisierungen geprüft und diese gegebenenfalls aufgespielt werden. Dieses Verfahren wird häufig für Arbeitsplatzrechner genutzt.
Einige Monate vor der Veröffentlichung einer neuen stable-Version wird testing in Bezug auf neue Programme und Programmversionen eingefroren („freeze“). Änderungen beziehen sich dann in der Regel nur noch auf die Beseitigung von beim Test aufgetretenen Fehlern. Die Veröffentlichung eines neuen stable erfolgt erst dann, wenn alle als „schwer“ eingestuften Fehler behoben sind. Der aktuelle Stand und der zeitliche Verlauf der Anzahl dieser Fehler lässt sich in einer automatisch aktuell gehaltenen Webseite ablesen.
Die ständigen Änderungen an testing bergen das Risiko von Installationsfehlern, die das laufende System beeinträchtigen können. Wie dieses Risiko im Vergleich zu den ebenfalls nicht fehlerfreien statischen Veröffentlichungen anderer Distributionen einzuschätzen ist, ist Gegenstand emotionaler Diskussionen.

### Stable
stable ist die jeweils aktuelle offizielle Version. Debian veröffentlichte seit 2000 etwa alle zwei Jahre eine neue stable. Mit Ausnahme von Sicherheitsaktualisierungen wird an den in ihr enthaltenen Paketen nichts mehr verändert. stable gilt daher als geeigneter Kandidat für Server-Systeme, die lange Zeit zuverlässig laufen müssen. Vor der Veröffentlichung werden für einige Monate mit hoher Priorität die als schwerwiegend eingestuften Fehlfunktionen beseitigt. In dieser Zeit werden keine großen Versionssprünge in Paketen oder neue Pakete akzeptiert. Kurz vor einer Debian-Veröffentlichung repräsentiert stable in Bezug auf Software-Versionen daher den Stand von vor etwa einem halben Jahr.

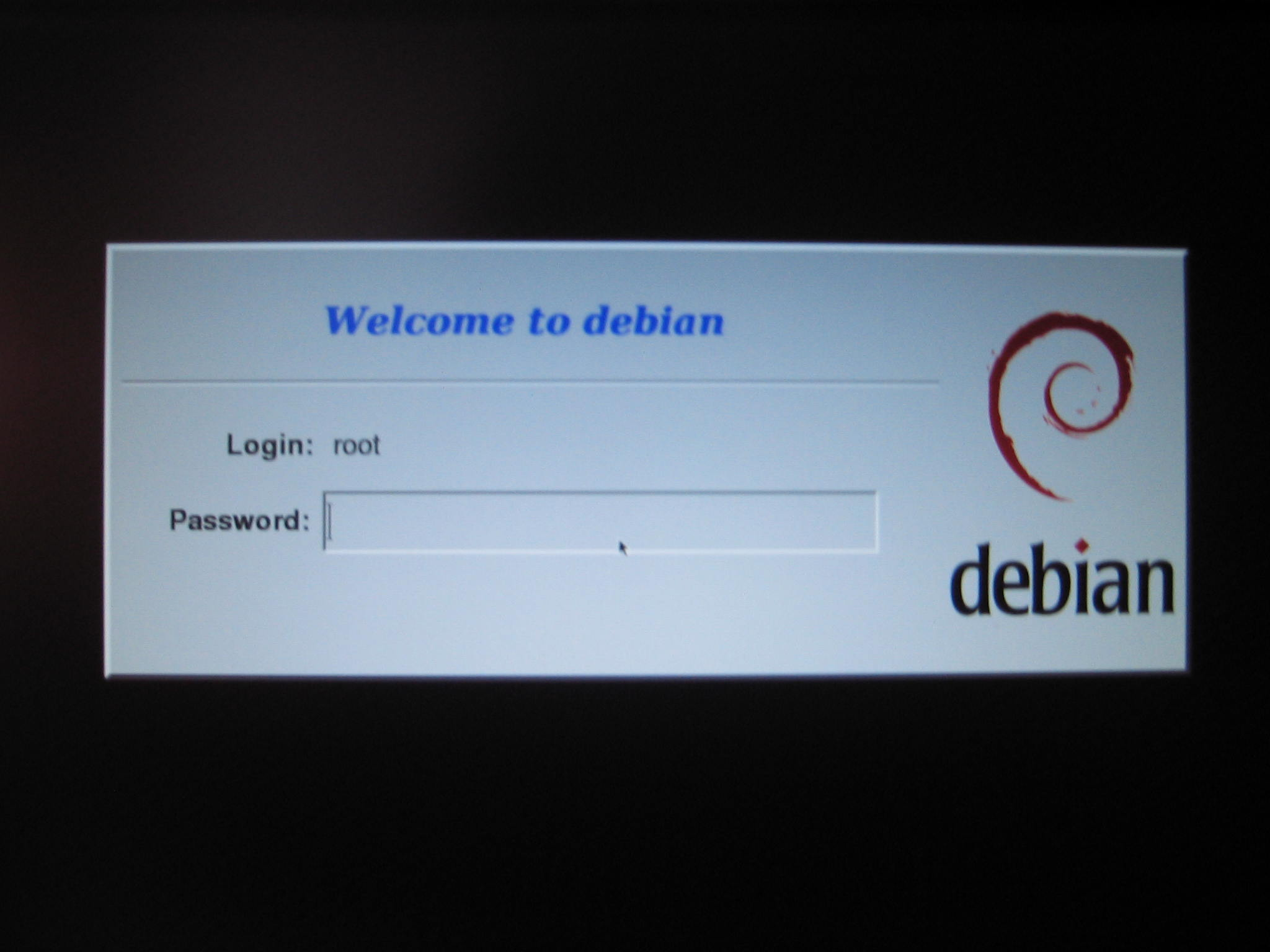
Debian Squeeze mit Xdm

### Oldstable
oldstable ist der Vorgänger der jeweils aktuellen stable, solange Sicherheitsupdates zur Verfügung gestellt werden. Debian empfiehlt zwar, mit der jeweils aktuellen stable zu arbeiten, unterstützt oldstable aber noch mindestens ein weiteres Jahr mit Sicherheitsaktualisierungen. Ausgenommen davon sind Browser wie Mozilla Firefox oder Chromium, die nur für 6 Monate mit Sicherheitsupdates versorgt werden.

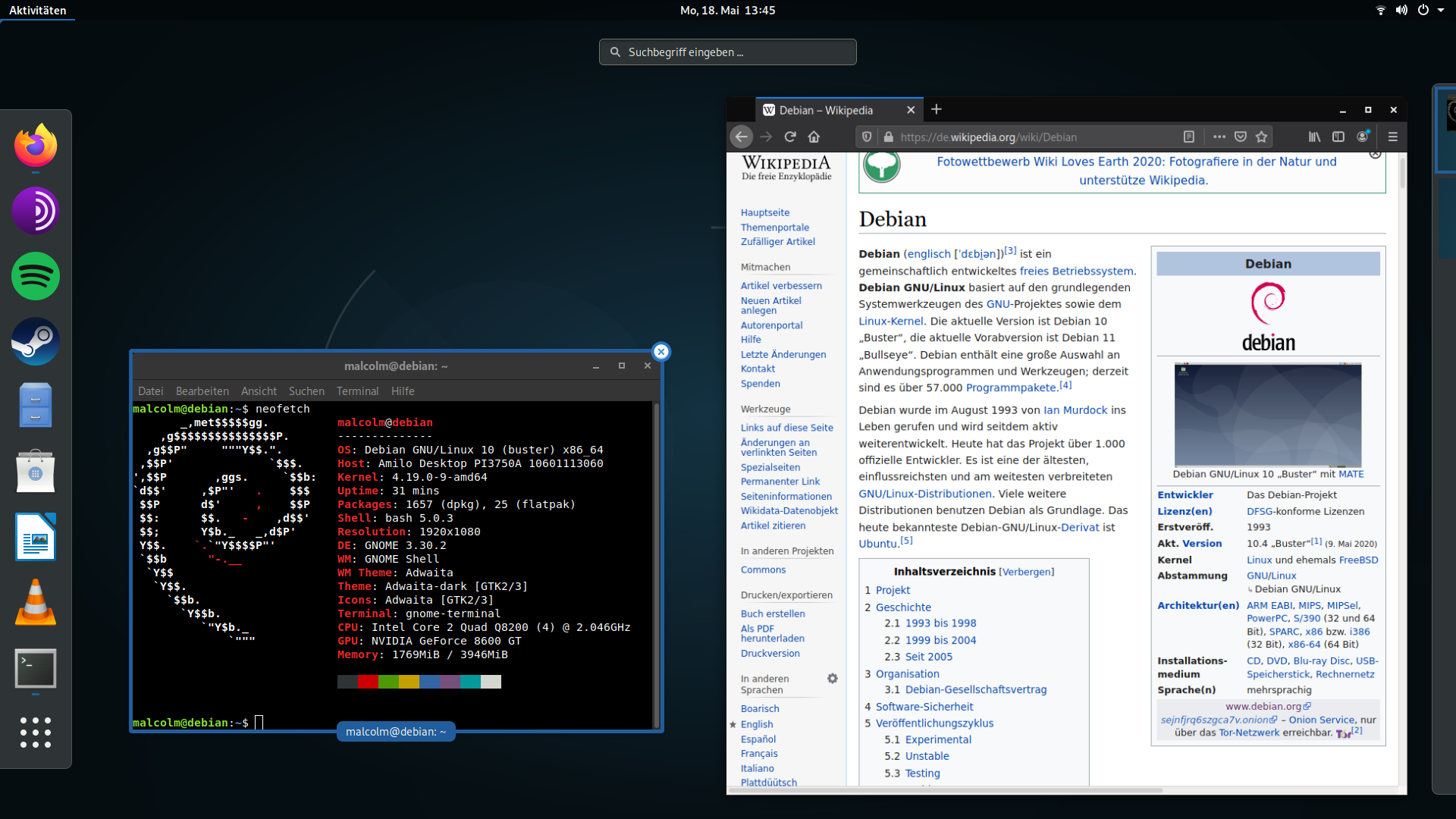
Debian Buster mit Gnome, Gnome-Terminal und Firefox

### Langzeitunterstützung
Als im Frühjahr 2014 die reguläre Unterstützung der Version 6.x Squeeze endete, folgte erstmals Langzeitunterstützung, englisch long term support (LTS), für die meisten Pakete auf den Architekturen i386 und amd64 bis Februar 2016 durch das neu gegründete Projekt Debian Long Term Support (debian-lts). Dieses hat sich zum Ziel gesetzt, zukünftig alle Versionen für mindestens 5 Jahre mit Sicherheitsupdates zu versorgen. Seit Ende Mai 2018 und dem Ende der Unterstützung von Debian 7 Wheezy bietet das Unternehmen Freexian eine erweiterte Langzeitunterstützung, englisch Extended Long Term Support (ELTS), für ausgewählte Pakete an. Es handelt sich dabei um kein offizielles Debianprojekt, Debians Infrastruktur ist nicht involviert.

### Zeitabstand zwischen den Veröffentlichungen
Zeitweise lagen große Zeiträume zwischen den Debian-Veröffentlichungen. Darauf gab es verschiedene Reaktionen, etwa wurden Pakete verschiedener Veröffentlichungen gemischt. Dies wird jedoch unmöglich, wenn sich zentrale Teile des Systems zu stark unterscheiden. So gab es zwischen Sarge und Etch eine Änderung der glibc-ABI, die für die meisten Pakete eine Aktualisierung nötig machte. Für einige Aufgaben wie Spam- und Virenerkennung bot Debian zeitweise eine Paketquelle namens „volatile“ (unbeständig) an, die mit Squeeze durch eine neue Paket-Quelle „updates“ ersetzt wurde. Für einige Programme kann man sich auch mit sogenannten Backports behelfen. Das sind Pakete von neueren Programmversionen, die für eine alte Debian-Veröffentlichung kompiliert wurden. Dadurch werden nur die Programme aktualisiert, die für den jeweiligen Backport benötigt werden. Eine weitere Alternative bieten Container-Umgebungen wie Flatpak.

### Codenamen und deren Herkunft
Jede Version hat einen Codenamen, der von Charakteren des Films Toy Story oder seinen Fortsetzungen stammt. Derzeit ist „Bookworm“ (Debian 12) der Name des stable-Zweigs. Der Codename von unstable ist seit Dezember 2000 gleichbleibend „Sid“. Im Toy-Story-Universum ist Sid der böswillige Nachbarsjunge, der zum Spaß Spielzeuge zerstört.
Erstmals erhielt Debian mit Veröffentlichung der Version 1.1 (17. Juni 1996) einen Codenamen. Zu diesem Zeitpunkt hatte Bruce Perens die Leitung des Projekts von Ian Murdock übernommen. Perens arbeitete beim Filmstudio Pixar, das die Toy-Story-Filme produziert.

## Softwarekategorien
Die Softwarepakete eines Releases sind in unterschiedliche Repositories eingeordnet, die sich jeweils aktivieren oder deaktivieren lassen:
main
Dieses Repository enthält ausschließlich freie Software und sonstige Werke gemäß DFSG. Es enthält alle Komponenten, die für eine lauffähige Debian-Installation erforderlich sind.
non-free
Proprietäre Software, deren Nutzung im Projekt gestattet ist
contrib
Software, die zwar selbst frei, jedoch ohne proprietäre Software aus non-free nicht lauffähig ist – beispielsweise Java-Programme, die die Java-Laufzeitumgebung von Sun Microsystems benötigen.
non-free-firmware
Dieses in Debian Bookworm neu eingeführte Repository enthält proprietäre Firmware, die vormals in non-free zu finden war. Die Ausgliederung ermöglicht die Nutzung proprietärer Firmware, ohne gleich die Installation proprietärer Software vollständig freischalten zu müssen.
contrib, non-free und non-free-firmware werden unter anderem durch Bereitstellung der für main üblichen Infrastruktur unterstützt, sind jedoch nicht offiziell Bestandteile von Debian, sondern vervollständigen es lediglich.

## Unterstützte Architekturen
Debian unterstützt eine Anzahl verschiedener Rechnerarchitekturen. Dabei wird zwischen offiziellen Release-Architekturen und Ports unterschieden. Um als Release-Architektur offiziell unterstützt zu werden, muss eine Anzahl Bedingungen erfüllt sein. So ist ein ausreichend großes Team nötig, eine ausreichende Anzahl entsprechender Rechner muss dem Debian-Projekt zum Erstellen von Paketen zur Verfügung stehen, und fast alle Pakete müssen auf der Architektur gebaut werden können und die Software benutzbar sein. Jede Architektur wird zunächst als Port unterstützt und kann zu einer offiziell unterstützten Architektur aufgewertet werden. Umgekehrt kann eine offizielle Release-Architektur zum Port abgewertet werden, wenn die Anforderungen an Release-Architekturen nicht mehr erfüllt sind. Für Ports gibt es keine stable-Veröffentlichungen, sondern es existiert nur die unstable-Variante.

## Versionsgeschichte

Unterstützte Architekturen im Zeitverlauf (grün: derzeit unterstützt; rot: nicht mehr unterstützt)

| Version | Name     | Status       | Freigabe          | Support-Ende (LTS-Ende) | Release- zyklus | Kernel- Version | unterstützte Architekturen | unterstützte Architekturen                                                                                                  | Paket- Anzahl (ca.) | Bemerkungen |
| --- | -------- | ------------ | ----------------- | ----------------------- | --------------- | --------------- | -------------------------- | --- | ------------------- | --- |
| 1.1 | Buzz     |              | 17. Juni 1996     | –                       | –               | 2.0             | 1                          | i386 (IA-32 bzw. x86-32) | 474                 | Erste offiziell freigegebene Version. Eine Version 1.0 wurde nie offiziell freigegeben, um Verwechslungen zu vermeiden, nachdem ein CD-ROM-Hersteller fälschlicherweise eine nicht freigegebene Version als Debian 1.0 veröffentlicht hatte. |
| 1.2 | Rex      |              | 12. Dezember 1996 | –                       | 6 Mon.          | 2.0.27          | 1                          | i386 | 848                 | |
| 1.3 | Bo       |              | 5. Juni 1997      | –                       | 6 Mon.          | 2.0.29          | 1                          | i386 | 974                 | |
| 2.0 | Hamm     |              | 24. Juli 1998     | –                       | 14 Mon.         | 2.0.34          | 2                          | x86 (i386), m68k | 1.500               | |
| 2.1 | Slink    |              | 9. März 1999      | –                       | 8 Mon.          | 2.0.36          | 4                          | x86 (i386), Alpha, m68k, SPARC                                                                                              | 2.250               | Erste Version mit dem Paketmanagement-System APT. |
| 2.2 | Potato   |              | 15. August 2000   | –                       | 18 Mon.         | 2.2.16          | 6                          | x86 (i386), Alpha, Arm OABI (arm), m68k, PowerPC, SPARC                                                                     | 3.900               | |
| 3.0 | Woody    |              | 19. Juli 2002     | –                       | 23 Mon.         | 2.2.20          | 11                         | x86 (i386), Alpha, Arm OABI, PA-RISC, IA-64, m68k, MIPS (mips, mipsel), PowerPC, S/390, SPARC                               | 8.500               | |
| 3.1 | Sarge    |              | 6. Juni 2005      | –                       | 35 Mon.         | 2.4.27          | 11                         | x86 (i386), Alpha, Arm OABI, PA-RISC, IA-64, m68k, MIPS (mips, mipsel), PowerPC, S/390, SPARC                               | 15.400              | Erstmals mit OpenOffice.org 1.1 eine komplette Office Suite enthalten. aptitude wird zur bevorzugten Methode der Paketverwaltung in der Konsole und löst dselect damit ab. XFree86 Version 4.3 mit Unterstützung neuer Technologien wie Xinerama und 3D-Beschleunigung. Auf „i386“, der 32-Bit-x86-Architektur IA-32, ist nunmehr mindestens ein 80486-kompatibler Prozessor (i486) Voraussetzung. |
| 4.0 | Etch     |              | 8. April 2007     | –                       | 22 Mon.         | 2.6.18          | 11                         | x86 (i386, amd64), Alpha, Arm OABI, PA-RISC, IA-64, MIPS (mips, mipsel), PowerPC, S/390, SPARC                              | 18.700              | Erstmals mit grafischem Installationsprogramm. Das vierte Update vom 26. Juli 2008 brachte erstmals bei einer stabilen Version aktuellere Treiber für bislang nicht nutzbare Geräte mit. |
| 5.0 | Lenny    |              | 14. Februar 2009  | –                       | 23 Mon.         | 2.6.26          | 13                         | x86 (i386, amd64), Alpha, Arm OABI, EABI (arm, armel), PA-RISC, IA-64, MIPS (mips, mipsel), PowerPC, S/390, SPARC           | 25.100              | |
| 6.0 | Squeeze  |              | 6. Februar 2011   | 2014-05-31 (2016-02-29) | 24 Mon.         | 2.6.32 (LTS)    | 9                          | x86 (i386, amd64), Arm EABI (armel), IA-64, MIPS, MIPSel, PowerPC, S/390, SPARC                                             | 29.000              | Mit FreeBSD-Kernel für x86 (32- und 64-Bit) als Technologievorschau, Linux- und FreeBSD-Kernel ohne Binärblobs. Verlängerte Versorgung mit Sicherheitsupdates für die Architekturen i386 und amd64 bis Februar 2016. |
| 7 | Wheezy   |              | 4. Mai 2013       | 2016-04-26 (2018-05-31) | 27 Mon.         | 3.2.41 (LTS)    | 11                         | x86 (i386, amd64), Arm EABI (armel, armhf), MIPS (mips, mipsel), PowerPC, S/390, S390x, SPARC, IA-64                        | 36.000              | Mit FreeBSD-Kernel für x86 (32- und 64-Bit) als Technologievorschau, Multiarch-Unterstützung. Das Nummerierungsschema für Sicherheitsaktualisierungen wurde von x.0.y zu x.y geändert. |
| 8 | Jessie   |              | 25. April 2015    | 2018-06-17 (2020-06-30) | 23 Mon.         | 3.16.64 (LTS)   | 10                         | x86 (i386, amd64), Arm EABI (armel, armhf), MIPS (mips, mipsel), System z, AArch64, Motorola/IBM PowerPC (powerpc, ppc64el) | 43.000              | systemd als Standard für init; Unterstützung von Arm64 und PPC64LE-Systemen. Auf 32-Bit-x86 (IA-32 bzw. „i386“) wird mindestens ein Pentium-kompatibler Prozessor (i586) vorausgesetzt. |
| 9 | Stretch  |              | 17. Juni 2017     | 2020-07-06 (2022-06-30) | 26 Mon.         | 4.9.168 (LTS)   | 10                         | x86 (amd64, i386), Arm (arm64, armel, armhf), MIPS (mips, mips64el, mipsel). PowerPC (ppc64el), s390x                       | 51.000              | Bei der 32-Bit-x86-Architektur IA-32 „i386“ wird nun mindestens i686 vorausgesetzt (mit wenigen Ausnahmen, etwa dem AMD Geode, der zu i586 zählt); „freeze“ am 5. Februar 2017, neue Bezeichnungen der Netzwerkschnittstellen, MariaDB statt MySQL Standard, Nftables erstmals enthalten. |
| 10 | Buster   |              | 6. Juli 2019      | 2022-07 (2024-06-30)    | 25 Mon.         | 4.19.37 (LTS)   | 10                         | x86 (amd64, i386), Arm (arm64, armel, armhf), MIPS (mips, mips64el, mipsel). PowerPC (ppc64el), s390x                       | 57.000              | GNOME Desktop 3.30, Plasma 5.14, OpenJDK 11, NodeJS 10.15.2, Bash 5.0 |
| 11 | Bullseye | oldoldstable | 14. August 2021   | 2024-08-15 (2026-08-31) | 25 Mon.         | 5.10 (LTS)      | 9                          | x86 (amd64, i386), Arm (arm64, armel, armhf), MIPS (mips64el, mipsel). PowerPC (ppc64el), s390x                             | 59.500              | GNOME Desktop 3.38, Plasma 5.20, keine Qt-4-Bibliotheken mehr |
| 12 | Bookworm | oldstable    | 10. Juni 2023     | 2026-06-11 (2028-06-30) | 22 Mon.         | 6.1 (LTS)       | 9                          | x86 (amd64, i386), Arm (arm64, armel, armhf), MIPS (mips64el, mipsel). PowerPC (ppc64el), s390x                             | 64.400              | Die Verzeichnisse /{bin,lib,sbin} werden grundsätzlich unter /usr geführt (usrmerge). GNOME Desktop 43, KDE Plasma 5.27. |
| 13 | Trixie   | stable       | 9. August 2025    |                         |                 | 6.12 (LTS)      | 10                         | x86 (amd64), Arm (arm64, armel, armhf), MIPS (mips64el). PowerPC (ppc64el), s390x, riscv64                                  | 69.830              | RISC-V wird neu als Architektur unterstützt. Gnome 48, KDE Plasma 6.3, LXDE 13, LXQt 2.1.0 und Xfce 4.20. |
| 14 | Forky    | testing      |                   |                         |                 |                 |                            | |                     | |
| 15 | Duke     |              |                   |                         |                 |                 |                            | |                     | |
| Version | Name     | Status       | Freigabe          | Support-Ende (LTS-Ende) | Release- zyklus | Kernel- Version | unterstützte Architekturen | unterstützte Architekturen                                                                                                  | Paket- Anzahl (ca.) | Bemerkungen |
| Legende:Ältere Version; nicht mehr unterstütztÄltere Version; noch unterstütztAktuelle VersionAktuelle VorabversionZukünftige Version |          |              |                   |                         |                 |                 |                            | |                     | |

## Verbreitung

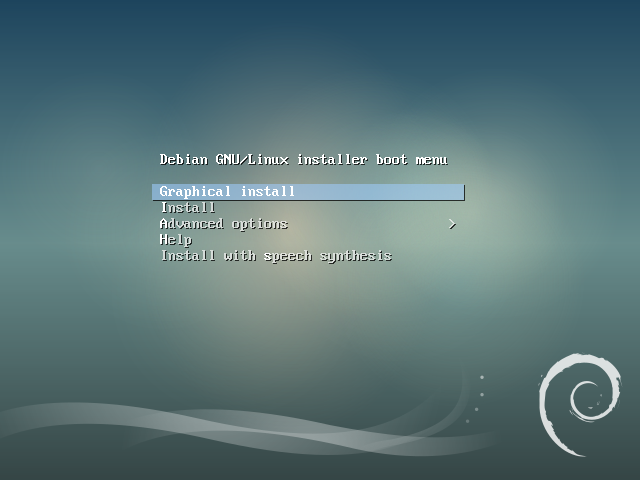
Bootmenü beim Start von einem Installationsmedium, Debian 9.0 „Stretch“.

Laut einer Online-Umfrage von Heise online im Februar 2009 war Debian Linux zu dieser Zeit mit 47 % (Mehrfachnennung möglich) das am meisten verwendete freie Server-Betriebssystem in deutschen Unternehmen. Bei den freien Desktop-Betriebssystemen belegte Debian Linux mit einer Verbreitung von 29,9 % den zweiten Platz hinter Ubuntu (60,8 %), das auch von Debian abstammt – dicht gefolgt von openSUSE (28,8 %, Stand Februar 2009). Debian ist eine der häufigsten Linux-Distributionen auf Webservern.
Debian wird neben Scientific Linux, Red Hat Enterprise Linux und Windows auf der Internationalen Raumstation (ISS) eingesetzt.

## Nutzung durch öffentliche Einrichtungen
Die Regierung der spanischen Region Extremadura hat von 2002 bis 2011 die Debian-basierte Distribution GNU/LinEx entwickelt und in den Schulen und im öffentlichen Gesundheitssystem eingeführt. Anfang 2012 gab die Regionalverwaltung bekannt, dass LinEx eingestellt werde, kurz darauf kündigte sie an, dass nun 40.000 Arbeitsplätze der Verwaltung auf Debian umgestellt würden.
Die Stadt München war mit ihren Debian-basierten Betriebssystemen LiMux zwischen 2006 und 2013 auf freie Software umgestiegen, nutzt jedoch seit 2020 wieder Windows. Das deutsche Bundesamt für Sicherheit in der Informationstechnik setzte ab 2008 unter anderem Debian auf Desktopsystemen ein. Auch Wien bot von 2004 bis 2009 mit Wienux der Stadtverwaltung eine Debian-basierte freie Alternative an. 2009 wurde eine angepasste Version von DebianEdu (auch bekannt als Skolelinux) in einer Pilotphase an elf Schulen im Land Rheinland-Pfalz getestet, nachdem das System bereits in Hamburg in etlichen Schulen eingeführt worden war.

## Kernel
Das Debian-Projekt beabsichtigt, neben der Linux-Distribution Debian GNU/Linux mit Linux-Kernel auch Varianten des GNU-Systems mit anderen Kernen zu unterstützen.
Mit Squeeze und Debian GNU/kFreeBSD wurde 2011 die erste Portierung auf den Kernel des FreeBSD-Betriebssystems veröffentlicht. Diese stand zunächst nur für x86-Architekturen (32-Bit: IA-32 bzw. „i386“, und 64-Bit: x64 bzw. „amd64“) zur Verfügung. Die Namensgebung Debian GNU/kFreeBSD sollte betonen, dass es sich lediglich um den Kernel von FreeBSD handelt, während die Systemwerkzeuge weiterhin denen des GNU-Projekts entsprachen, nicht den Varianten der BSD-Familie. Aus Anwendersicht blieb es daher bei einer größeren Ähnlichkeit mit anderen Linux-Distributionen als mit FreeBSD. Jessie enthielt den GNU/kFreeBSD-Port aufgrund anhaltender Probleme und enttäuschender Entwicklungsfortschritte jedoch nicht mehr.
In Zukunft soll auch die Variante Debian GNU/Hurd mit dem Kernel GNU Hurd veröffentlicht werden. Konkrete Veröffentlichungspläne gibt es allerdings noch nicht. Eine Variante Debian GNU/NetBSD mit dem Kernel von NetBSD wurde 2002 aufgegeben.

## Debian Pure Blends
Unter einem Debian Pure Blend (Debian-intern auch kurz Blend) versteht man eine interne Anpassung von Debian GNU/Linux, die einem speziellen Anwendungszweck dient. Blends bilden thematische Substrukturen innerhalb des unstrukturierten Paketpools von etwa 30.000 Binärpaketen von Debian und erlauben daher einen einfachen Zugriff auf die relevanten Pakete für spezifische Fachgebiete. Darüber hinaus steht hinter einem Blend auch ein für das Fachgebiet kompetentes Entwicklerteam, das als Ansprechpartner für bestimmte Fachgebiete dient und sich mit der Paketierung der zu diesem Fachgebiet gehörenden Software beschäftigt.
Die stabilen Blends sind:
- Debian Accessibility
- Debian Astro
- DebiChem
- DebianEdu (früher: Skolelinux)
- Debian Games
- Debian GIS
- Debian Junior
- Debian Med
- Debian Multimedia
- Debian Science
- FreedomBox
- Hamradio

## Debian-Derivate
Die große Auswahl an Paketen und das zuverlässige System der Paketverwaltung machen Debian attraktiv, um davon weitere eigenständige Distributionen abzuleiten. Rechtlich wird dies durch die für alle Komponenten geltende, weitgehende Freiheit gewährende Lizenz möglich. Daher gibt es eine große Anzahl von Distributionen, die hauptsächlich oder ausschließlich Pakete aus Debian verwenden. Einige weitverbreitete Distributionen nutzen Debian als Grundlage. Beispiele dafür sind Ubuntu, Knoppix und Linux Mint. Laut GNU/Linux Distribution Timeline gehen aus Debian und den daraus abgeleiteten Derivaten über 480 auf Debian basierende Distributionen hervor. (Stand Oktober 2012)
Viele dieser Distributionen sind für einen speziellen Zweck, wie zum Beispiel den Einsatz als Server oder in der Schule, ausgerichtet.

## Sonstiges

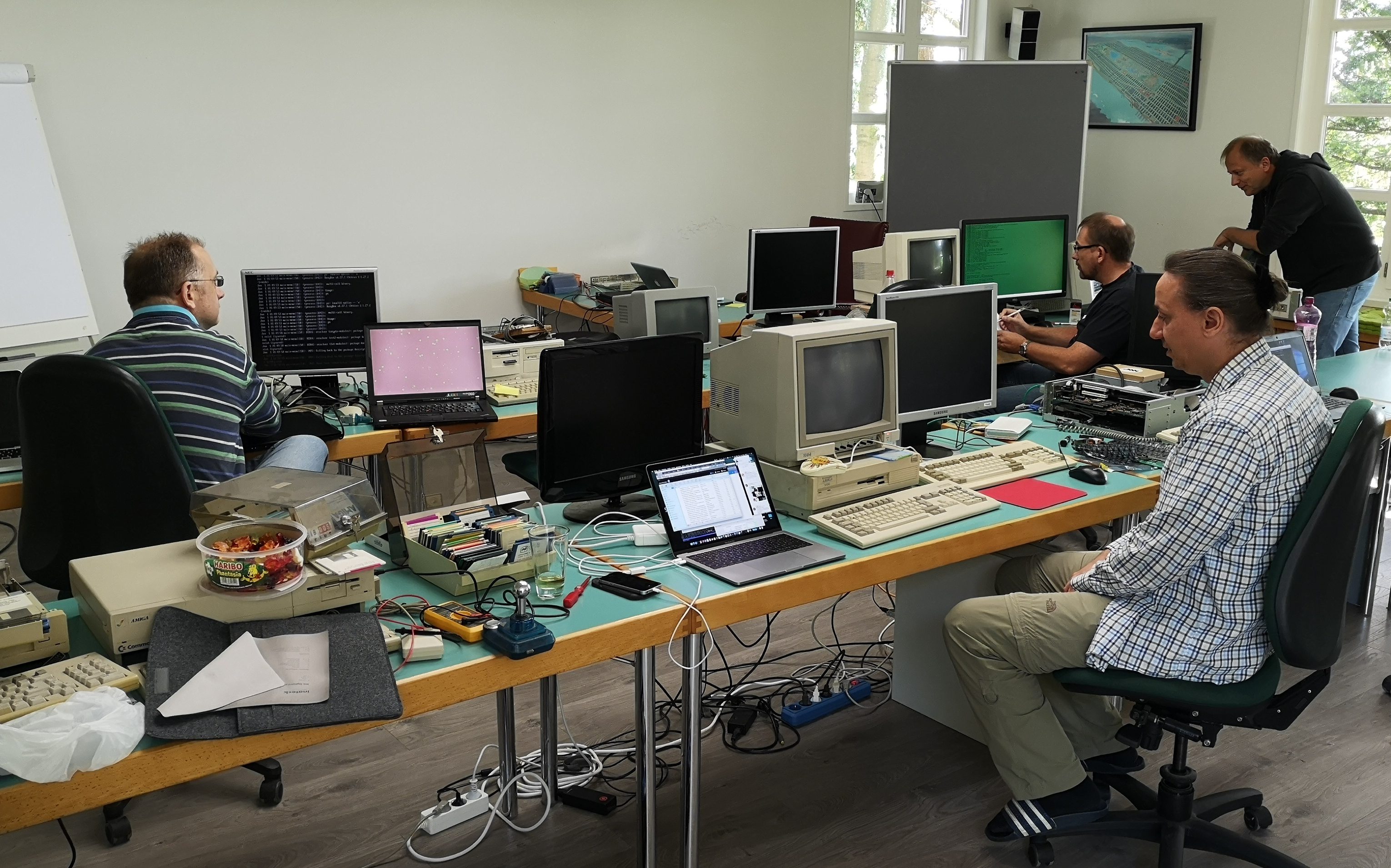
Debian m68k-Port Community Meeting im Linuxhotel

Nach einer vagen Schätzung des Debian-Entwicklers James Bromberger ist der Quellcode aller in Debian 7.0 enthaltenen Programme etwa 14 Milliarden Euro wert. Der Schätzung liegen Annahmen über das Jahresgehalt und die Programmierleistung eines durchschnittlichen Programmierers zugrunde.
Debian wird mit dem m68k-Port benutzt, um alte Systeme wie Atari ST, Amiga oder Macintosh mit aktueller Linux-Software zu betreiben. Etwa 20 aktive Entwickler arbeiten an diesem Port, der von etwa 150–200 Nutzern weltweit verwendet wird.